# Genesis Rising: The Universal Crusade
Genesis Rising: The Universal Crusade je 3D strategija u realnom vremenu čija se radnja odigrava u dalekoj budućnosti. Igra je razvijena od strane  Metamorf tima, a izdao ju je DreamCatcher Interactive 20. marta 2007. Igra se odigrava u svemiru gde igrač kontroliše brodove da bi uništio protivničke. Igra je bazirana na taktici, gde tokom igre igrač upravlja brodovima čiji se broj prenosi u narednu misiju.
Priča je smeštena u mistični univerzum budućnosti gde se organske mašine prave korišćenjem genetičkog inžinjeringa. Igrač u ulozi Kapetana Ikonaha istražuje i pokušava da osvoji Univerzalno srce, deo univerzuma koji nije potčinjen ljudima.
Ono što Genesis Rising čini drugačijim od ostalih strategija jeste njegova priča i pozadina. Svaki, ili skoro svaki, brod u igri je sačinjen od organskog materijala za razliku od od metalnih i plastičnih brodova na koje su obožavaoci Ratova zvezda, Galaktike i Halo serijala navikli. Za razliku od većine drugih naučnofantastičnih igara, ovde je ljudska rasa predstavljena kao dominantna u galaksiji. Ipak, ljudi u igri su postali veoma arogantni, odlučivši da osvoje ceo svemir.